# Paul Warwick
Paul Warwick (ur. 29 stycznia 1969 roku w New Alresford, zm. 21 lipca 1991 w Cheshire) – brytyjski kierowca wyścigowy.

## Kariera
Warwick rozpoczął karierę w wyścigach samochodowych w 1986 roku od startów w Dunlop Autosport Star of Tomorrow Formuła Ford 1600 oraz w Formule Ford 1600 - Junior Townsend Thoresen Championship. W obu seriach zdobył mistrzowskie tytuły. W późniejszych latach pojawiał się także w stawce Holenderskiej Formuły Ford 2000, Brytyjskiej Formuły Ford 2000, Europejskiej Formuły Ford 2000, Grand Prix Monako Formuły 3, Brytyjskiej Formuły 3, Cellnet Superprix, Formuły 3000 oraz Brytyjskiej Formuły 3000.
W Formule 3000 Brytyjczyk wystartował w trzech wyścigach sezonu 1990 z brytyjską ekipą Leyton House Racing. Jednak nie zdobywał punktów. Został sklasyfikowany na 29 miejscu w końcowej klasyfikacji kierowców.
W 1991 roku podczas piątego wyścigu sezonu Brytyjskiej Formuły 3000 na torze Oulton Park uderzył w barierę z prędkością 230 km/h. Zmarł w wyniku odniesionych obrażeń.